# Johannes Dreyer Pohl
Johannes Dreyer Pohl (* 10. April 1905 in Burgersdorp, Kapkolonie; † nach 1965) war ein südafrikanischer Botschafter.

## Leben
Pohl besuchte das Grey College in Bloemfontein. 1922 trat er in den Dienst des Justizministeriums und war als Staatsanwalt und Richter bestallt. Von 1938 bis 1939 war Privatsekretär von Jan Christiaan Smuts. Assistant Secretary und Undersecretary des Department of external Affairs war er von 1940 bis 1948. In Lissabon war er vom 30. Oktober 1949 bis 10. September 1951 Ministre plénipotentiaire. Im Anschluss war er wieder Ministre plénipotentiaire, diesmal in vom 18. September 1951 bis 29. Januar 1956 in Rio de Janeiro. Von 1956 bis 1958 war er Botschafter in Brüssel, danach der Regierung von Italien und schließlich Botschafter in Bonn.
| Vorgänger                | Amt                                                                                                 | Nachfolger                  |
| ------------------------ | --------------------------------------------------------------------------------------------------- | --------------------------- |
| Philip R. Botha          | südafrikanischer Ministre plénipotentiaire in Lissabon 30. Oktober 1949 bis 10. September 1951      | Stephanus-François du Toit  |
| Eugene Kevin Scallan     | südafrikanischer Ministre plénipotentiaire in Rio de Janeiro 18. September 1951 bis 29. Januar 1956 | Terence Henry Eustace       |
| Philip Rudolph Botha     | Botschafter in Brüssel 31. Januar 1956 bis 5. Dezember 1958                                         | Jan Ruiter Jordaan          |
| Stephan Francois du Toit | Botschafter nächst der Regierung in Italien 6. Dezember 1958 bis 29. August 1961                    | François Christiaan Erasmus |
| Johann Kunz Uys          | Botschafter in Bonn 1. September 1961 bis 3. Juli 1965                                              | Johann Kunz Uys             |